# Dennis den Turk
Dennis den Turk (Amsterdam, 27 juni 1969) is een Nederlands voormalig profvoetballer. Hij begon bij amateurclub OVVO. Na een korte periode bij Ajax kwam Den Turk uit voor AZ waar hij tussen 1988 en 1999 294 wedstrijden speelde. Zijn eerste optreden voor de Alkmaarse ploeg was op 7 mei 1989 tegen FC Den Haag: 1-1. Bij AZ wist hij 25x te scoren vanaf de strafschopstip, een bijna 100% score. Vervolgens vertrok hij naar De Graafschap. Na enkele jaren ADO Den Haag sloot Den Turk zijn loopbaan af bij amateurclub Quick Boys uit Katwijk. Inmiddels woont hij  in Den Haag.

## Trivia
- Op 17 april 1999 kwam hij als speler van De Graafschap terug in Alkmaar (1-3 winst). Hij deed zijn De Graafschap-shirt omhoog voor het vak met fanatieke AZ-supporters. Onder zijn De Graafschap-shirt had Den Turk een AZ-shirt aan wat weer een resultaat was van een weddenschap met de AZ-supporters bij wie hij hoog in aanzien stond. De supporters reageerden erg enthousiast.

- Dochter Deau den Turk is speelster van de  Ajax Vrouwen selectie.